# Noel Field
Pour les articles homonymes, voir Field.
Noel Field, né le 23 janvier 1904 à Londres (Royaume-Uni) et mort le 12 septembre 1970 à Budapest (République populaire de Hongrie), est un espion américain qui a travaillé pour le NKVD et dont les activités avant et après la Seconde Guerre mondiale ont permis au bloc de l'Est d'utiliser son nom comme motif de poursuite lors des procès de László Rajk (1949) et Slánský (1952).
Alors qu'il travaillait au département d'État américain dans les années 1930, Field agissait comme un espion soviétique. Pendant la Seconde Guerre mondiale, il travailla en France et en Suisse pour soutenir les juifs communistes et les réfugiés antifascistes. Pendant ce temps, il a également eu des contacts avec le service de renseignement américain OSS. Arrêté à Prague en 1949 et emprisonné en Hongrie, il servit de prétexte à des procès-spectacles de fonctionnaires communistes en Tchécoslovaquie, en Allemagne de l'Est et en Hongrie, où il aurait été leur maître-espion américain. Le but de ces simulacres de procès était de remplacer les membres autochtones du Parti communiste par d'autres plus alignés sur Moscou. Après sa libération en 1954, il resta à Budapest et demeura un communiste convaincu,,,,.

## Jeunesse
Noel Field naît dans le sud de Londres, à Lewisham, en 1904 et est le premier fils du zoologiste Herbert Haviland Field (en), né à Brooklyn, qui dirigea un institut international de bibliographie scientifique à Zurich, et de son épouse anglaise. Après la mort de Herbert Field (en), son épouse a emmené Noel Field, son frère Hermann et deux sœurs aux États-Unis, où les garçons ont fréquenté l'université Harvard. À la fin de ses études, Noel épouse sa petite amie suisse, Herta Katharina Vieser.

## Carrière

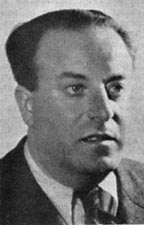
Ignatz Reiss, l'ultime supérieur de Field dans le GRU dans les années 1930.

Noel Field a commencé sa carrière au département d'État à la fin des années 1920. Dans les années 1930, il était antifasciste et sympathisait avec les initiatives de paix soviétiques, à l'instar de nombreux progressistes occidentaux à l'époque. En 1933 (1934 selon le témoignage ultérieur de Hede Massing), Field rencontra les anti-nazis allemands Paul et Hede Massing, venus de Moscou aux États-Unis pour constituer un réseau d'agents soviétiques au sein des influents cercles de gauche. Marguerite Young a recommandé Field à Massing.
Peter Gutzeit, consul soviétique à New York, était également un officier du NKVD soviétique chargé de l'espionnage. En 1934, il identifia Noel Field et son amie Laurence Duggan comme de futurs espions soviétiques. Le 3 octobre 1934, Gutzeit écrivait que Duggan « nous intéresse, car grâce à lui, nous pourrons trouver un moyen de nous rapprocher de Noel Field... du département européen du département d'État avec lequel Duggan est ami ». Iskhak Akhmerov a décidé que c'est Boris Bazarov qui devrait travailler avec Hede Massing sur ce projet.
En 1935, Hede Massing, qui était un agent du NKVD, essaya d'inscrire Field sur le NKVD. Field accepta de travailler pour le NKVD. Cependant, en 1936, il accepta un poste à Genève au sein de la Société des Nations. Massing a pris des dispositions pour que Field prenne contact avec Ignace Reiss et Walter Krivitsky, responsables du renseignement soviétique en Suisse. Sur la base de ce récit, le biographe Tony Sharp a déterminé que Field s'était engagé dans l'espionnage pendant environ un an en 1935,.
Field fut profondément ému par la guerre civile espagnole et s'impliqua dans les efforts visant à aider les victimes et les opposants au fascisme. En tant que représentant de la Société des Nations en Espagne de 1938 à 1939, Field contribua à rapatrier les participants étrangers du côté républicain. Pendant la guerre civile, Noel Field et son épouse Herta sont devenus amis avec un médecin allemand nommé Glaser, qui travaillait dans un hôpital rattaché aux Brigades internationales. Lorsque la brigade s'est retirée lors de l'effondrement final des forces loyalistes, la fille de Glaser, Erica, est tombée malade et a été séparée de ses parents. Les Field l'ont retrouvée dans un camp d'accueil situé à la frontière franco-espagnole et l'ont emmenée en Suisse, où ils l'ont traitée comme leur propre enfant. Ils avaient l'intention de la réunir avec ses parents qui s'étaient réfugiés en Angleterre, mais l'éclatement de la Seconde Guerre mondiale en septembre 1939 rendit la tâche difficile et Erica devint un membre permanent du foyer Field et leur enfant adoptif. 

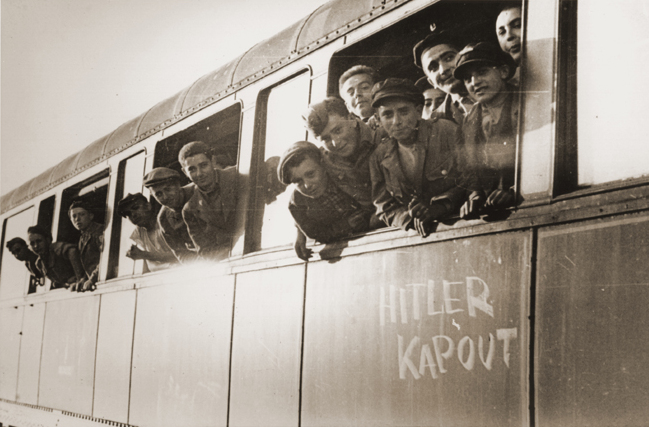
Un jeune Juif libéré de Buchenwald prend le train marqué Hitler kaput (« Hitler [est] terminé »), en route pour une maison OSE à Écouis, en France.

En octobre 1940, Field démissionna de son poste à Genève et devint en 1941 directeur de la mission de secours de l'American Unitarian Service Committee's à Marseille, une organisation caritative créée par l'Église unitarienne, apportant une aide aux réfugiés juifs en danger, y compris les antifascistes et les gauchistes, et en aidant beaucoup à fuir en Suisse. Field entame une collaboration majeure avec l'Œuvre de secours aux enfants (OSE), une organisation humanitaire juive française, et son directeur à Marseille, Joseph Weill. Les deux organisations ont ensuite partagé les mêmes bureaux à Marseille et Noël Field, avec l'aide de son épouse, a ouvert des jardins d'enfants dans le camp de Rivesaltes. Les Field ont travaillé avec un certain nombre de femmes juives françaises et ont collaboré avec l'OSE pour libérer les enfants juifs des camps d'internement français, ouvertement si possible et secrètement si le directeur du camp ne coopérait pas. Toujours au début de 1941, Noel Field établit un vaste programme médical pour venir en aide aux réfugiés juifs cachés, en attente d'émigration ou dans les camps d'internement. S'appuyant sur l'expertise médicale de certains réfugiés juifs, Field a développé une équipe d'environ vingt médecins, dentistes et infirmiers, certains jouissant d'une réputation internationale. Grâce à ses contacts en Suisse, il a acquis des médicaments et des compléments nutritionnels extrêmement difficiles à obtenir. Avec l'American Friends Service Committee et son principal médecin, René Zimmer, Field a mis en place une enquête nutritionnelle auprès de plusieurs milliers de réfugiés internés dans des camps français et fourni des vivres supplémentaires aux personnes les plus démunies. Au cours de cette période, Field a collaboré avec le Comité de Nîmes, un réseau d'une trentaine d'organisations de secours à Vichy et a entretenu des liens privilégiés avec Varian Fry et d'autres secouristes qui le considéraient comme un humanitaire dévoué qui semblait s'épuiser et s'effondrer nerveusement. Field dressa une liste de plusieurs centaines de réfugiés qu'il tenta d'aider à émigrer. Contrairement à certains membres de l' Unitarian Service Committee and Fry, Field n'éprouvait aucune hostilité de la part du personnel de l'ambassade des États-Unis à Marseille en raison de ses activités, probablement parce qu'il avait envoyé nombre de ses clients réfugiés en Suisse plutôt qu'aux États-Unis. En 1942, Robert Dexter, directeur du comité des services unitaires, a recruté Field pour transmettre des informations au Bureau des services stratégiques (OSS) des services de renseignement américains. Lorsque les Allemands occupèrent le reste de la France en novembre 1942, les Field s'échappèrent de Marseille et rétablirent un programme d'aide aux réfugiés à Genève. En 1944, Field retourna dans le sud de la France, voyageant avec la guérilla française, le maquis, et avec l'approbation d'Allen Dulles, avant la libération complète de la région. Il a fait en sorte qu'un collègue, Herta Tempi, établisse un petit bureau à Paris en tant que projet d'assistance pour le comité des services unitaires.
Dans ses activités de secours, Field est entré en contact avec un certain nombre de réfugiés communistes et antifascistes et d'exilés d'Allemagne et d'ailleurs et a utilisé sa position pour relayer des informations parmi divers groupes. Pendant les années de guerre, Field, basé en Suisse, continua à œuvrer en faveur des réfugiés, notamment des antifascistes et des communistes qui, après la guerre, occuperaient des postes de pouvoir en Europe orientale. Allen Dulles, alors chef de l'OSS et plus tard de l'Agence centrale de renseignement (CIA), s'est servi de Fielf pour la liaison avec les combattants de la résistance communiste quand ils ont été nécessaires pour les opérations de l'OSS. Dulles avait rencontré Field pour la première fois à Zurich, en 1918, chez son père. Les deux hommes s'étaient souvent vus à Washington DC, alors qu'ils travaillaient tous les deux au département d'État. Dulles espérait que Field pourrait utiliser ses relations communistes en Suisse et en Allemagne pour faire la lumière sur les objectifs de Staline en Europe après la guerre.

## Après-guerre: arrestations
Le 3 août 1948, Whittaker Chambers a comparu sous assignation devant l'HUAC et y donne le nom d'Alger Hiss, un ancien responsable fédéral. Hiss a averti Field par lettre d'événements et a laissé entendre qu'il ne devrait pas retourner aux États-Unis. Deux mois plus tard, cette affaire se résuma en l'affaire Hiss (-Chambers), Chambers nommat Field, dont le nom parut dans des journaux le 15 octobre 1948. La double vie de Field s'est bien terminée ce jour-là,,,,.
Entre mars et mai 1949, Field déménage de Suisse à Prague et Franz Dahlem l'aide à obtenir un permis de séjour en Tchécoslovaquie,.

### Arrestation de Noel Field
Le 11 mai 1949, Noel Field est sorti de son hôtel accompagné de deux hommes non identifiés. Il a laissé ses papiers, ses bagages et ses chèques de voyage dans sa chambre comme s'il s'attendait à revenir,,.

### Arrestation d'Herta Field
La femme de Field, Herta, s'inquiétait de plus en plus du manque de nouvelles de son mari. Elle pensait que son mari avait été enlevé par la CIA dans le cadre des affaires Massing et Hiss. Dans l'espoir d'obtenir des informations des autorités tchécoslovaques, elle s'est rendue à Prague et a rencontré des membres du ŠtB, la police secrète du pays. Elle leur a décrit l'implication de son mari dans l'intelligence soviétique. Son récit correspond à la confession de Field auprès de la police secrète hongroise (ÁVH), qui avait été mise à la disposition des Tchécoslovaques. Le 28 août 1949, à Bratislava, elle a été remise aux Hongrois, qui l'ont arrêtée et emmenée à Budapest.

### Arrestation d'Hermann Field
Pendant ce temps, le frère de Field, Hermann, a écrit à deux amis polonais, Mela Granowska et Helena Syrkus, pour demander de l'aide afin d'obtenir un visa pour se rendre à Varsovie. Les deux femmes ont transmis la lettre à la police secrète polonaise, la Bezpieka, qui leur a ordonné de veiller à ce que Hermann se rende à Varsovie, où il a été arrêté alors qu'il se rendait à l'aéroport pour quitter le pays. Comme son frère Noel, Hermann avait travaillé pendant un certain temps pour aider les réfugiés en danger et avait montré une préférence pour les communistes et les antifascistes. En 1939, Hermann avait servi dans le bureau du Fonds de réserve des réfugiés tchécoslovaque à Cracovie pour aider les réfugiés persécutés, qui étaient essentiellement juifs, à émigrer en Grande-Bretagne.

### Arrestation d'Erica Wallach
Après la guerre, Erica, la fille adoptive des Field s'installa dans la zone américaine de l'Allemagne occupée et obtint un emploi auprès de l'OSS. Elle est partie rejoindre le parti communiste allemand de l'après-guerre et a exercé les fonctions de secrétaire des représentants communistes à l'Assemblée législative de la Hesse. Elle a rencontré et est tombée amoureuse du capitaine Robert Wallach de l'armée américaine. Quand les supérieurs de son parti se sont opposés à la relation, Erica a rompu ses liens avec le parti et le couple a déménagé à Paris. En 1947, elle fut refusée aux États-Unis à cause de son passé communiste. En juin 1950, Erica décida de chercher les Field, ses parents adoptifs. De Paris, elle a fait appel à Leo Bauer, un vieil ami du groupe des exilés suisses, puis rédacteur en chef de la radio est-allemande. L'appel a été surveillé par le ministère soviétique de l'Intérieur et le supérieur soviétique de Bauer lui a ordonné d'inviter Erica à Berlin-Est, où elle a été arrêtée. Erich Mielke a à un moment donné proposé sa libération immédiate si elle révélait les membres de son réseau d'espionnage. Elle a été condamnée à mort par un tribunal militaire soviétique de Berlin et envoyée à la prison de Lubianka, à Moscou, pour y être exécutée. Après la mort de Joseph Staline en 1953, sa peine fut réduite à des travaux forcés à Vorkouta, au nord du cercle polaire arctique.

### Parodies de procès
En effet, Noel Field avait été arrêté — sur ordre personnel de Lavrenti Beria — et remis aux autorités hongroises, qui avaient commencé à préparer le procès de László Rajk, le premier des simulacres de procès organisés en Europe de l'Est après la guerre. Le procès a eu lieu en septembre 1949, son principe étant que Field et ses agents avaient sapé la résistance autochtone, en particulier en Allemagne, afin de renforcer l'influence occidentale et de créer une Allemagne divisée après la guerre. Noel Field, a déclaré le procureur, était « l'un des dirigeants de l'espionnage américain, spécialisé dans le recrutement d'espions parmi les éléments de gauche » Field a été torturé et maintenu à l'isolement pendant cinq ans, souvent au seuil de la mort. Un sujet intéressant pour les étudiants de la guerre froide a été mis au jour des années plus tard, lorsque les archives de l'interrogatoire de Field ont été retrouvées dans les archives du ministère hongrois de l'Intérieur. Dans ces archives, Field désigna le responsable du gouvernement américain Alger Hiss comme un autre espion communiste : 

« Interrogateur : Quel était le point essentiel de l'affaire Alger Hiss ?
Field : À l'automne 1935, Hiss me demanda d'entreprendre des travaux de renseignement pour l'Union soviétique.... Je l'ai informé que je menais déjà un tel travail.
Interrogateur : Vous avez donc révélé à Alger Hiss que vous aviez travaillé pour le renseignement en Union soviétique ?
Field : oui. »

En Allemagne de l'Est, en août 1950, six fonctionnaires communistes, dont Willi Kreikemeyer, directeur des chemins de fer de la zone Est, et le patron de Radio Berlin, étaient accusés de « liens privilégiés avec l'espion américain Noel Field ». Tous ont été emprisonnés ou exécutés.
En Tchécoslovaquie, en novembre 1952, Rudolf Slánský, secrétaire général du Parti communiste, et treize coaccusés haut placés ont avoué avoir été accusés de haute trahison, complot, meurtre, espionnage, titisme et sionisme au nom « d'agents impérialistes étrangers ». « L'agent bien connu Field » a été nommé comme leur maître-espion.

### Libération des Field

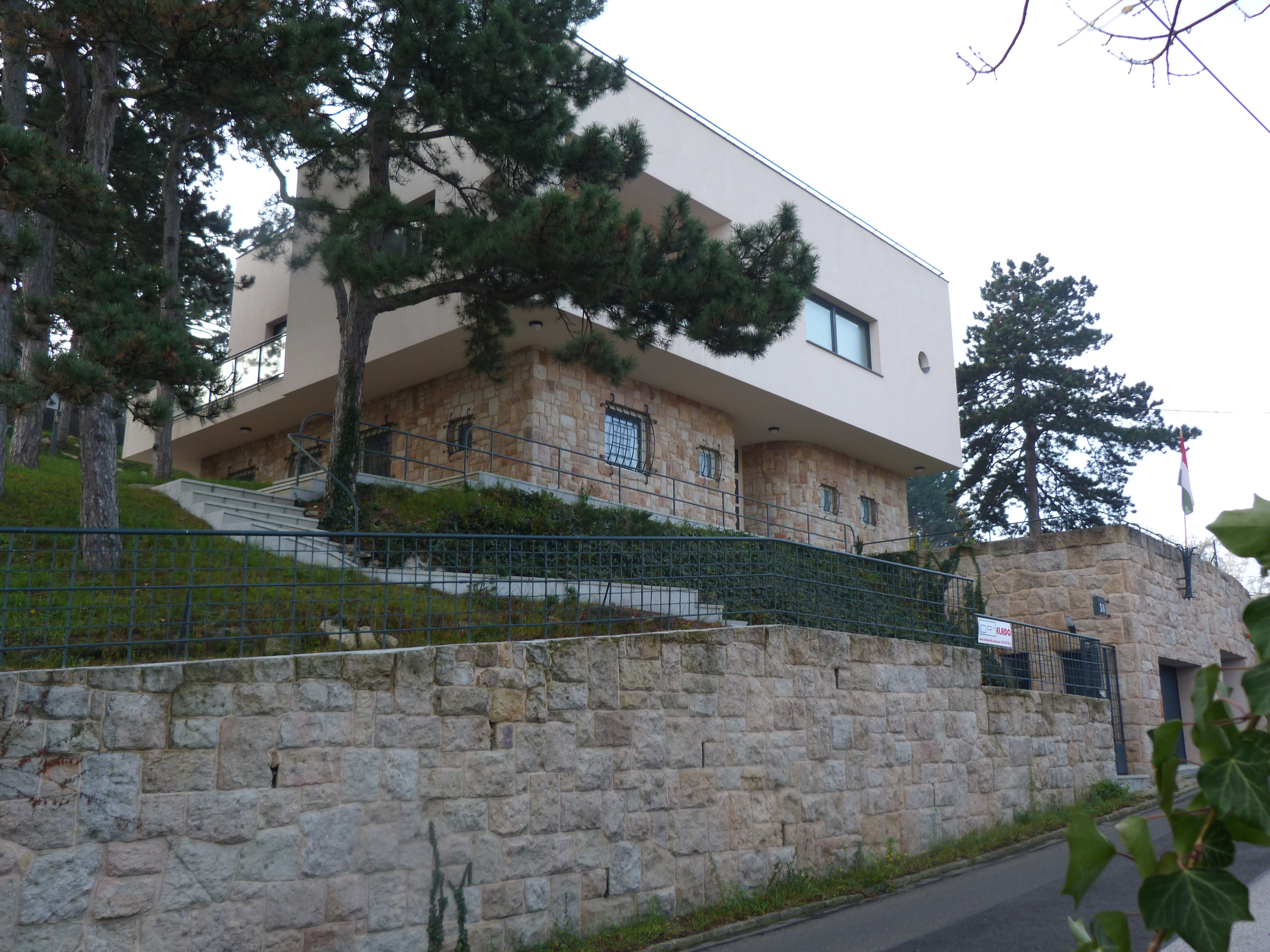
Sashegy, quartier de Budapest.

Aucun procès des Field n'a eu lieu. Noel, Herta et Hermann Field ont été libérés en octobre 1954. Hermann est revenu en Amérique, publiant plus tard un compte rendu de l'affaire, "Pris au piège de la guerre froide: le calvaire d'une famille américaine". Cependant, Noel et Herta Field ont choisi de s'installer à Budapest, où, malgré les tortures qu'ils ont subies, ils ne condamnent pas le régime communiste, ce qui conduit certains à les appeler des « apologistes ».

Selon les propres mots de Field, écrits pendant qu'il était emprisonné : 

« My accusers essentially have the same convictions that I do, they hate the same things and the same people I hate - the conscious enemies of socialism, the fascists, the renegades, the traitors. Given their belief in my guilt, I cannot blame them. I cannot but approve their detestation. That is the real horror of it all.

 Mes accusateurs ont fondamentalement les mêmes convictions que moi, ils détestent les mêmes choses et les mêmes gens que moi - les ennemis volontaires du socialisme, les fascistes, les renégats, les traitres. Comme ils sont persuadés que je suis coupable, je ne peux rien leur reprocher. Je ne peux qu'approuver leur haine. C'est la véritable horreur de tout cela. »

— Mainstream magazine, janvier 1961
L'historien Arthur Schlesinger, Jr., qui avait bloqué la candidature de Field aux fonds d'OSS pour un groupe de front communiste allemand pendant la Seconde Guerre mondiale, a ensuite déclaré : « La simplicité d'esprit de Field était indestructible ».
En octobre 1955, Erica Glaser Wallach a été libérée de Vorkouta, le camp de travail soviétique, sous le régime d'une amnistie proclamée par Nikita Khrouchtchev cette année-là.. Il a fallu l'intervention personnelle d'Allen Dulles pour la réunir avec sa famille en 1957. Le récit de ses expériences, Light at Midnight, a été publié en 1967.

## Hypothèses concernant le rôle de Field dans les parodies de procès télévisées
Field était parfaitement adapté aux parodies de procès des communistes; il avait connu et assisté de nombreux hauts fonctionnaires, y compris des combattants de la résistance et des membres des brigades internationales espagnoles avec lesquelles il avait maintenu le contact après la guerre. En outre, il avait eu des contacts avec Allen Dulles, ce qui avait permis aux communistes de construire un scénario de coopération avec les États-Unis contre le bloc soviétique. On pourrait même soutenir que Field avait transformé ses amis en un réseau d'espionnage pénétrant en Europe centrale. Moscou pourrait ainsi contrecarrer la découverte en cours de son propre réseau aux États-Unis avec la fausse découverte d'un vaste réseau d'espions américains dirigés par le même Field que ceux-ci avaient accusés d'être un agent soviétique.
Le journaliste Drew Pearson a affirmé que les Soviétiques, confrontés à la résistance aux demandes de céréales et au soutien militaire des dirigeants communistes nationalistes d'Europe orientale ayant passé la guerre en dehors de l'URSS, ont utilisé le mythe d'un réseau d'espions dirigé par Field pour les purger tous. Pearson a supposé que Field avait été arrêté et incarcéré pour l'empêcher de discréditer les accusations de déloyauté forgées de toutes pièces.
Il a été suggéré qu'Allen Dulles, informé que Noel Field était en route pour Prague, voyait une occasion irrésistible de semer le chaos parmi ses adversaires de la guerre froide et a allumé la mèche en donnant des instructions à Józef  Światło — son agent polonais au sein du contre-espionnage est-européen — d'alerter ses collègues de l'arrivée imminente du maître espion de Dulles, venu à Prague pour activer le réseau de traîtres qu'il avait mis en place pendant les années de guerre. Cependant, il est plus probable que les responsables de la CIA voyaient une chance de semer la discorde une fois les Field arrêtés et attiseraient le flambeau de paranoïa et de terreur stalinienne. Il est incontestable qu'Allen Dulles était ravi du chaos causé par l'affaire Field et n'a exprimé aucune sympathie pour le sort des Field ou le traitement sévère qu'ils ont subi. Il a même refusé tous les efforts de la sœur de Field, Elsie, pour aider à secourir Noel et Herta.

## Fin de vie

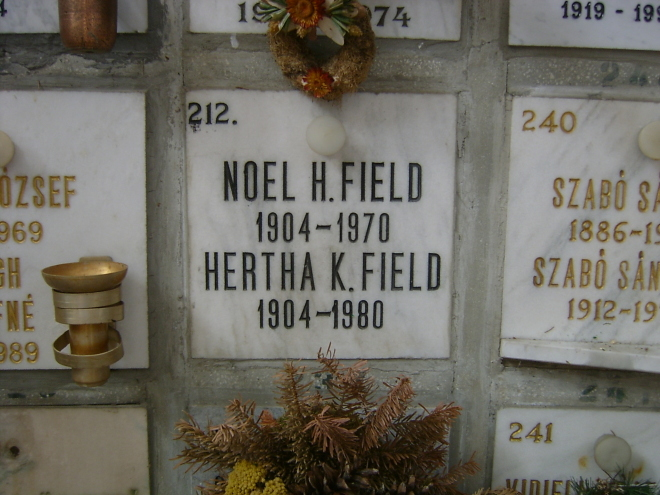
La tombe de Noel Field au cimetière Farkasréti à Budapest.

Noel Field resta un communiste convaincu ; son dernier testament, écrit à Budapest et publié dans un journal politique américain, s'intitulait Accrocher notre chariot à une étoile.
Noel Field est décédé à Budapest en 1970, et son épouse Herta en 1980.
Son histoire est le sujet d'un documentaire réalisé en 1997 par le producteur de film suisse Werner Schweizer, Noel Field - Der Erfundene Spion (Noel Field, l'espion fictif).